# Église de Drothem
L'église de Drothem (en suédois : Drothems kyrka) est une église luthérienne médiévale située à Söderköping, en Suède. L'église date de la fin du XIIIe ou du XIVe siècle et est l'une des deux églises médiévales qui subsistent à Söderköping, l'autre étant l'église Saint Laurent (en) (Sankt Laurentii kyrka). Les deux églises sont associées au diocèse de Linköping de l'Église de Suède,.

## Histoire
Le nom « Drothem » est une corruption du vieux suédois Drotin, signifiant « Seigneur » ou « Dieu ». L'église de Drothem à Söderköping s'appelait St. Drotten ou St. Trinitas au Moyen Âge.
L'église Drothem est située à la périphérie du centre-ville médiéval de Söderköping, sur un terrain qui appartenait autrefois à un manoir royal voisin. Contrairement à l'église Saint-Laurent, l'église de Drothem était appelée « l'église des paysans » et était utilisée comme église paroissiale par la population rurale plutôt que strictement urbaine. L'église actuelle a probablement été précédée d'une église en bois située à peu près au même endroit. Les vestiges d'un monastère franciscain ont été mis au jour à proximité de l'église de Drothem, ce qui amène les spécialistes à penser que l'église a commencé son histoire en tant que partie intégrante du monastère, qui a lui-même été fondé sur des terres données par le manoir royal voisin,.
Les premiers documents écrits mentionnant l'église datent de 1307, mais la construction de l'église a commencé au cours de la seconde moitié du XIIIe siècle. L'actuelle sacristie est la partie la plus ancienne de l'église. Les modifications ultérieures ont été nombreuses, car l'église a été endommagée par le feu à plusieurs reprises, mais aussi par la guerre, pendant la Guerre nordique de Sept Ans, lorsque les troupes danoises sous le commandement de Daniel Rantzau ont endommagé l'église. En 1586, l'église était toujours en mauvais état et la congrégation a supplié le roi (Jean III de Suède) de l'aider à financer les réparations.

## Architecture
L'église est construite en pierre avec quelques détails en brique, et a été blanchie à la chaux. Les façades ouest et est sont décorées de baies aveugles et de pignons à gradins. De lourds contreforts soutiennent le bâtiment. Le toit est fait de bardeaux (en). L'église possède un beffroi extérieur, qui date du XVIIIe siècle. Le cimetière date de 1920 et est entouré d'un mur à pierre sèches.
À l'intérieur, l'église est divisée en une nef et deux collatéraux par deux rangées de piliers, portant des voûtes gothiques. Le retable se présente sous la forme d'un triptyque d'origine allemande. Selon une note écrite en allemand médiéval et trouvée dans l'autel, il a été réalisé en 1512 par un artisan appelé Vlögel. Les fonts baptismaux datent du XIIIe siècle. Parmi les autres détails intérieurs remarquables, citons la chaire et le baldaquin de 1704 et une peinture d'autel du XVIIe siècle, qui faisait à l'origine partie d'une épitaphe.

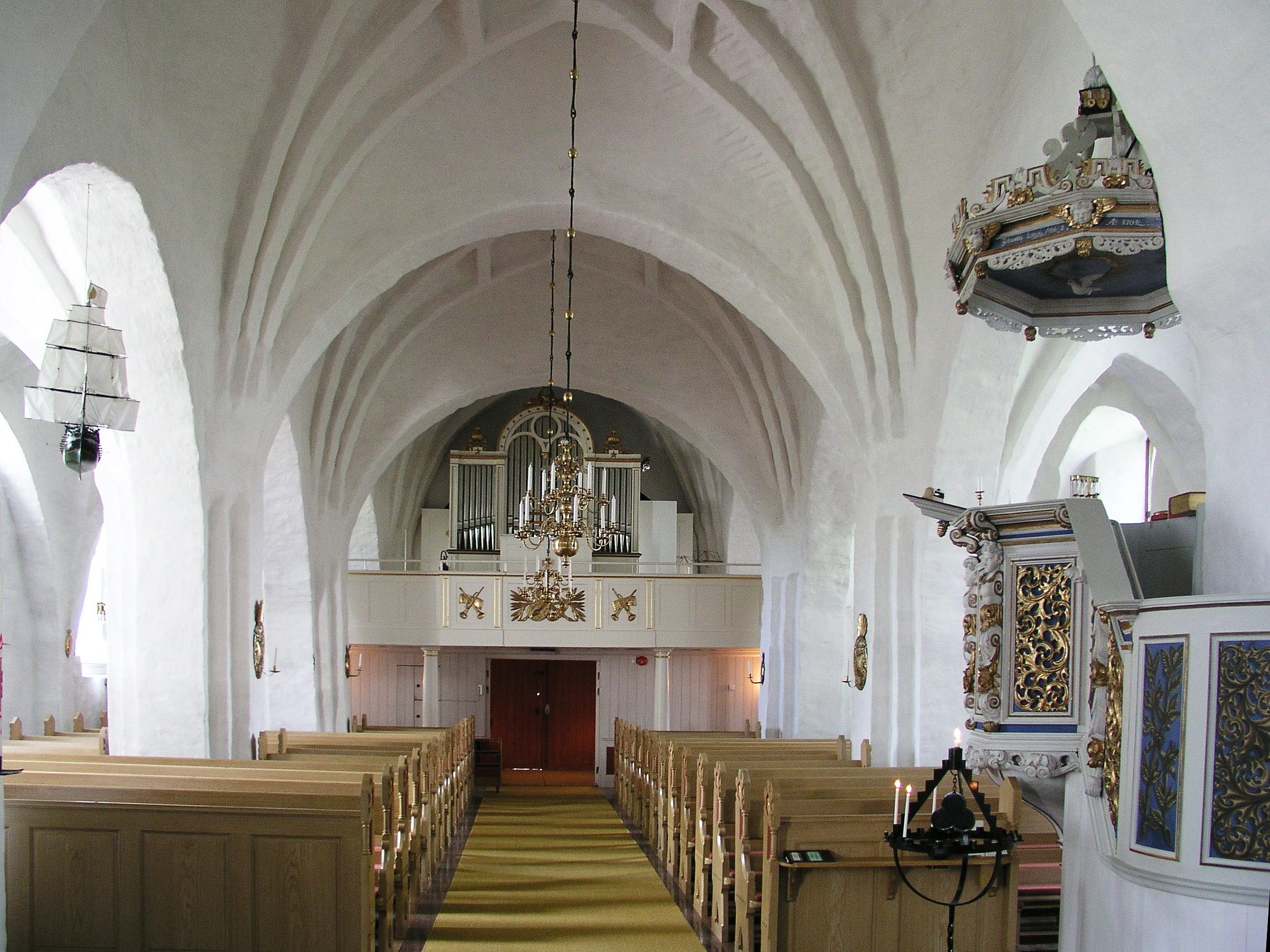
Nef.
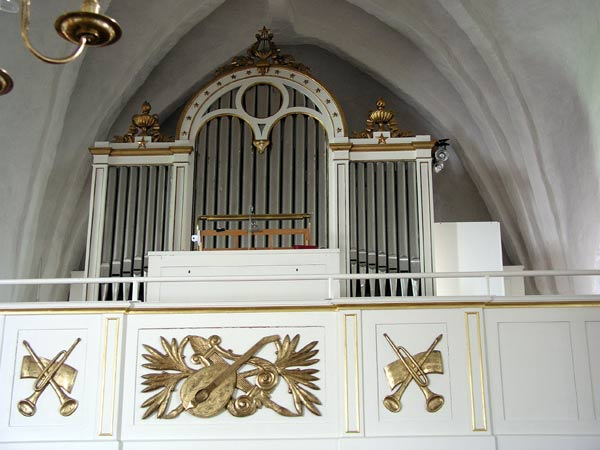
Orgue.
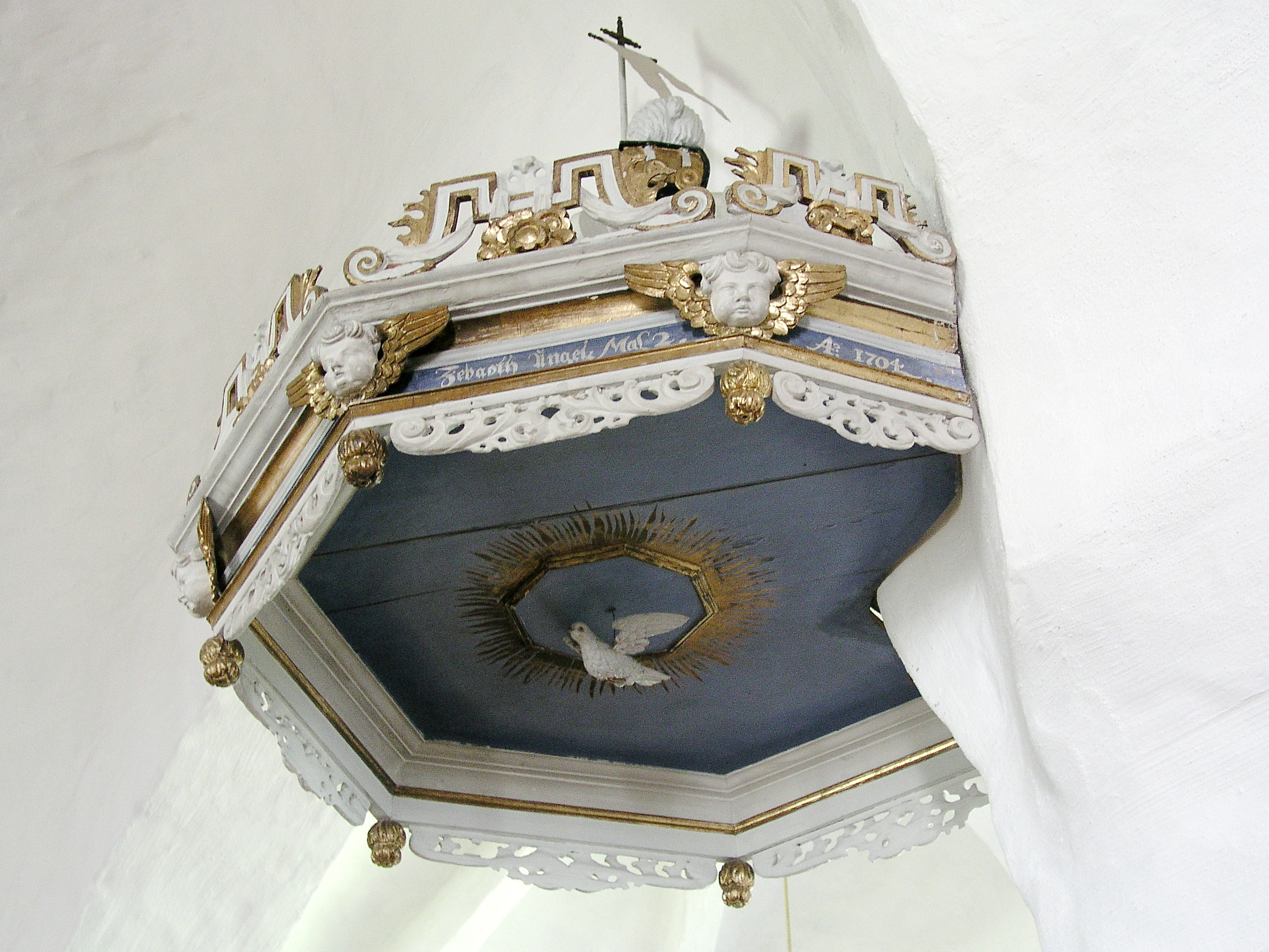
Baldaquin de la chaire.
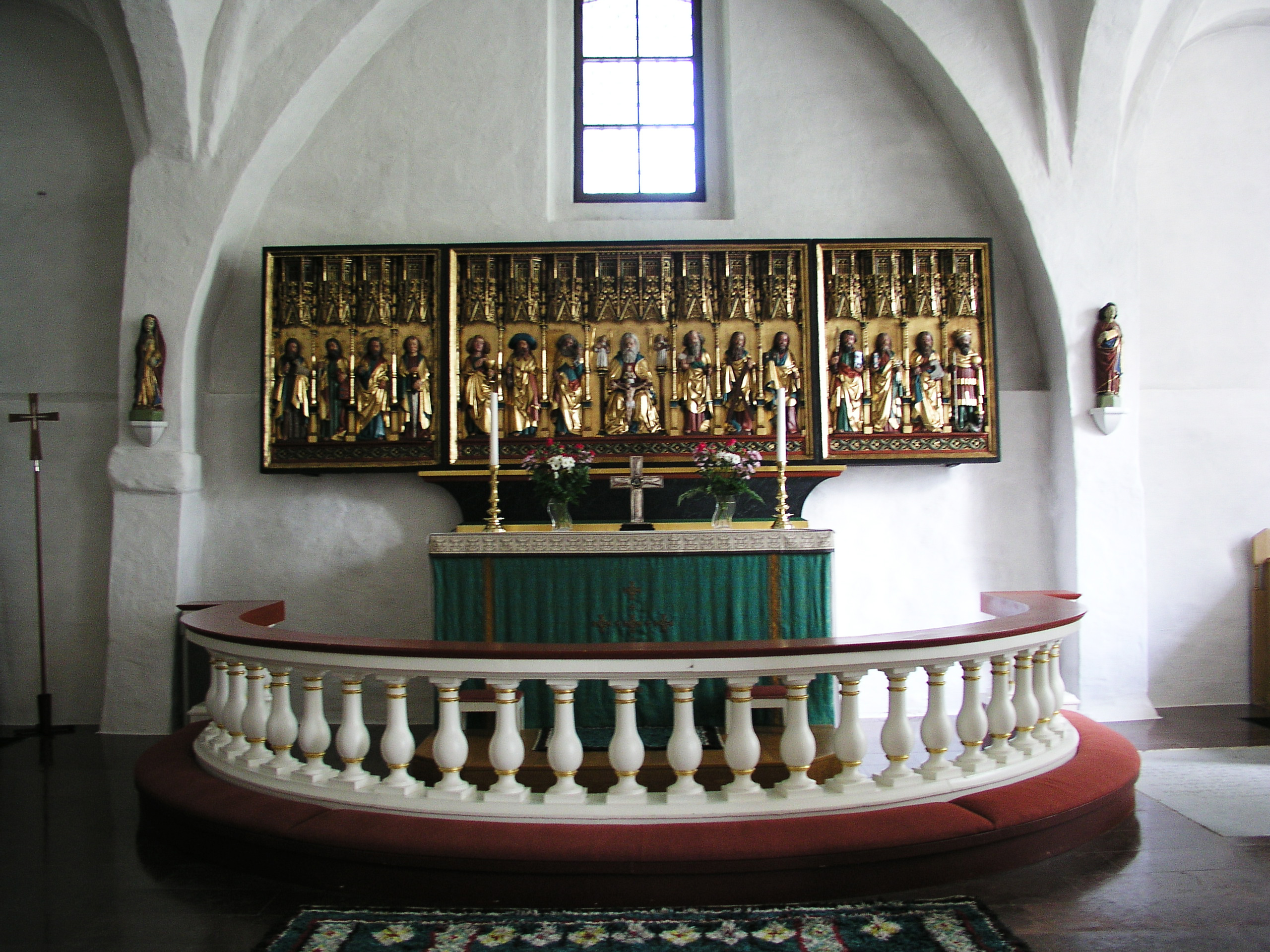
Autel et retable
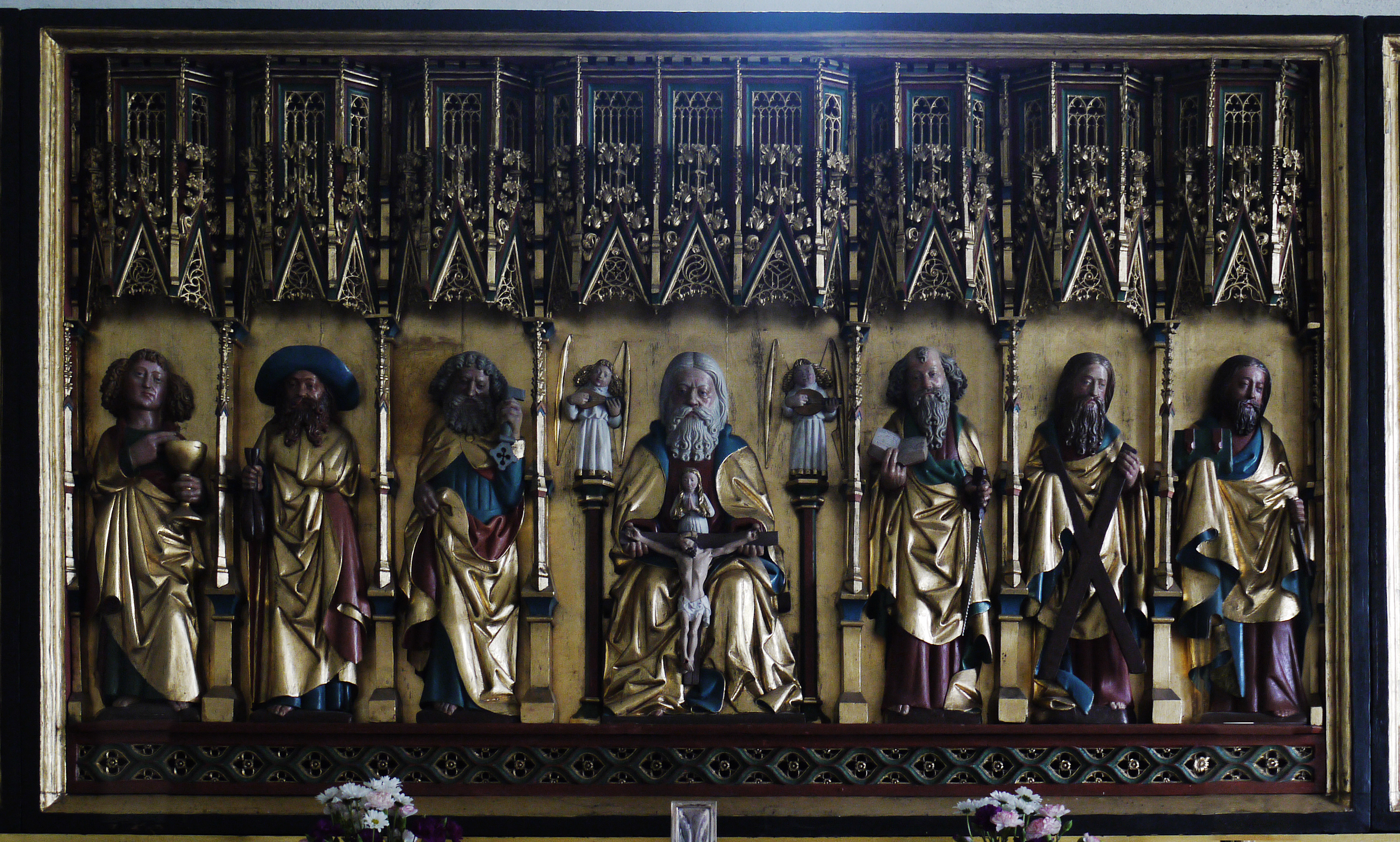
Détail du retable.
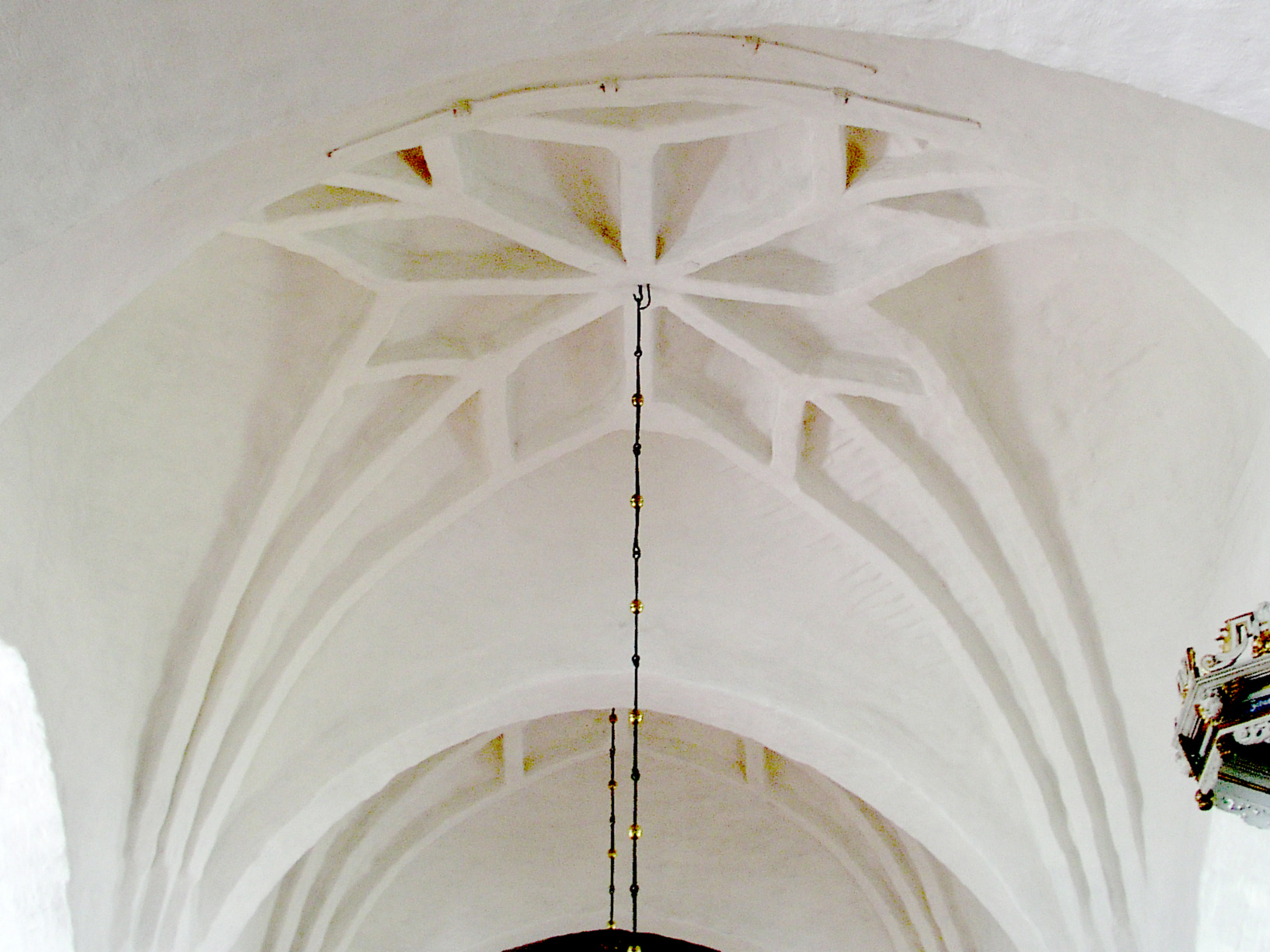
Voûte du plafond.